# I hatt och strumpa
I hatt och strumpa, som spelade 1961–1962, var en Knäppupp-produktion med bland andra Lill Lindfors och Owe Thörnqvist på scen. Texterna skrevs av Povel Ramel, Hans Alfredson, Tage Danielsson, Owe Thörnqvist, Beppe Wolgers med flera. Povel Ramel och Owe Thörnqvist svarade också för det mesta av musiken. För regin svarade Mille Schmidt. Yngve Gamlin stod för dekoren och Leif Asp var kapellmästare.
I hatt och strumpa hade premiär på Idéonteatern i Stockholm den 17 november 1961 och spelade där till den 15 april 1962. Den 12 maj–15 september 1961 skedde tältturnén över hela Sverige, då under namnet Tältside Story – Jubelsensation.

## Medverkande
Birgitta Andersson, Tosse Bark, Brita Borg, Arthur Gillies, Stig Grybe, Allan Johansson, Ludde Juberg, Elisabeth Julius, Lill Lindfors, Martin Ljung, Sune Mangs, Oscar Rundqvist, Owe Thörnqvist, Yusuf Williams med flera.

## Revynummer (i urval)
- I går (Owe Thörnqvist, Brita Borg, Oscar Rundqvist)
- Vad du är vacker (Birgitta Andersson, Lill Lindfors)
- Lilla Lulle och lilla Lalla (Martin Ljung, Lill Lindfors)
- Möte i vatten (Martin Ljung)
- På en gata i London (Fri, Stör inte mina drömmar, Aldrig har jag sett en rak banana, Jag älskar London) (Flickery Flies)
- Jazz me blues (Flickery Flies)
- Kaffe i lilla salongen (Martin Ljung, Sune Mangs, Stig Grybe, Lill Lindfors)
- Alptoppens ros (Owe Thörnqvist)
- Vi är barn här (Sune Mangs, Birgitta Andersson, Martin Ljung)
- Ett rent undantag (Martin Ljung med ensemblen)